# Central Pangean Mountains

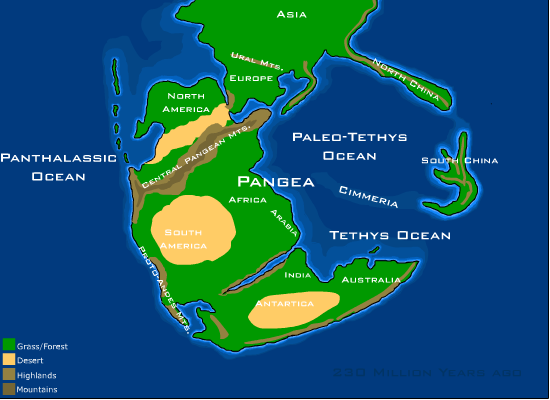
Mappa di Pangea, con le Central Pangean Mountains.

Le Central Pangean Mountains erano una estesa catena montuosa, sviluppata in direzione nordest-sudovest, situata nella parte centrale del supercontinente Pangea durante il Triassico. Si formò come risultato della collisione fra i più piccoli supercontinenti Laurussia e Gondwana durante la formazione di Pangea. Resti di questa imponente catena montuosa sono i monti Appalachi in America del Nord e l'Anti Atlante in Marocco,
Nella formazione delle Central Pangean Mountains furono coinvolti vari periodi di formazione delle montagne, compresa l'orogenesi acadiana, la caledoniana e l'alleganiana.